# Australobolbus pseudobscurius
Australobolbus pseudobscurius är en skalbaggsart som beskrevs av Henry Fuller Howden 1992. Australobolbus pseudobscurius ingår i släktet Australobolbus och familjen Bolboceratidae. Inga underarter finns listade.